# Mellicta mussinae
Mellicta mussinae är en fjärilsart som beskrevs av Costantini 1916. Mellicta mussinae ingår i släktet Mellicta och familjen praktfjärilar. Inga underarter finns listade i Catalogue of Life.